# Demoszene

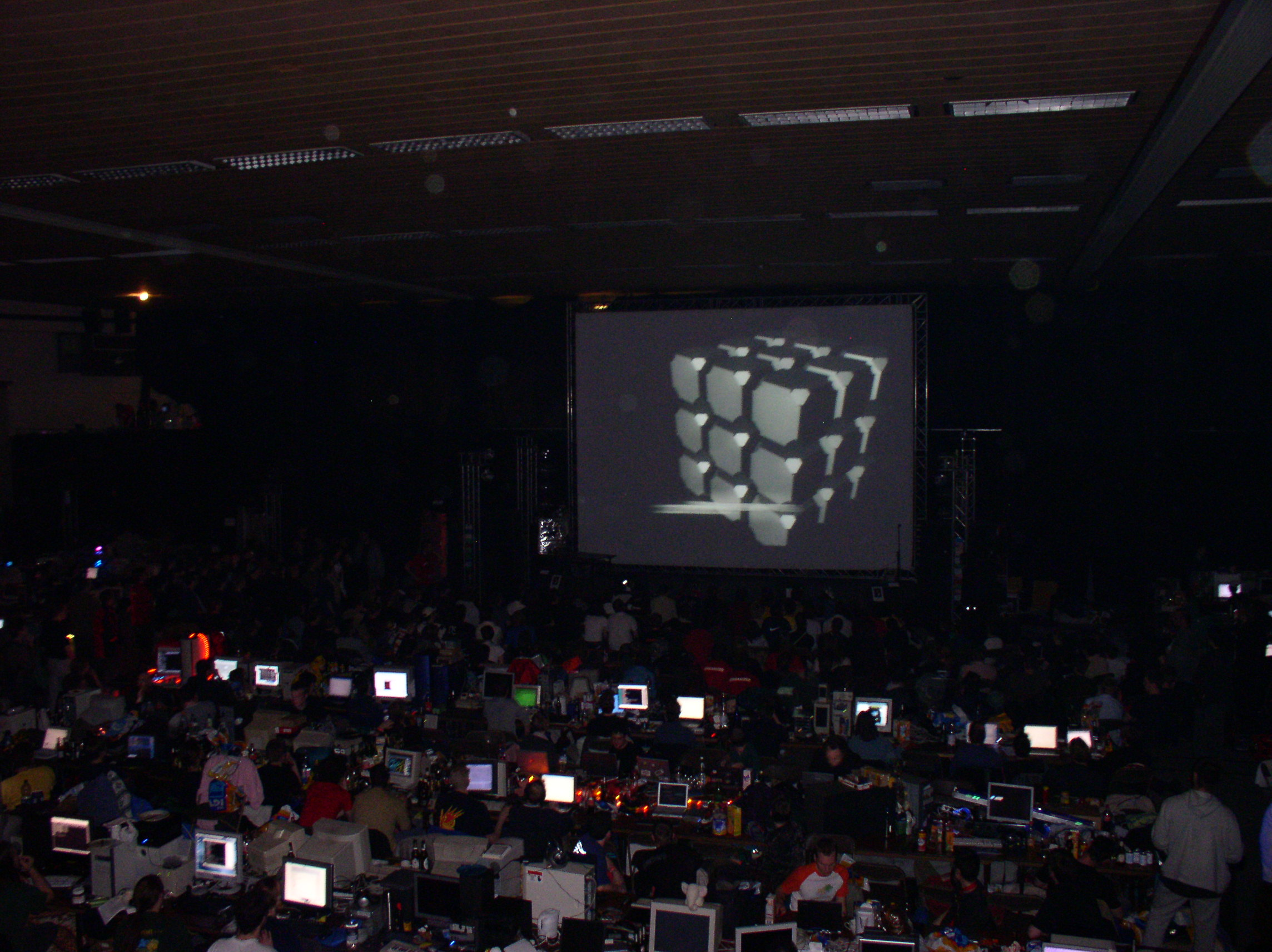
Präsentation einer Demo auf der Breakpoint 2005, einem jährlichen Treffen der Demoszene, Präsentation eines Echtzeitdemos auf Großleinwand

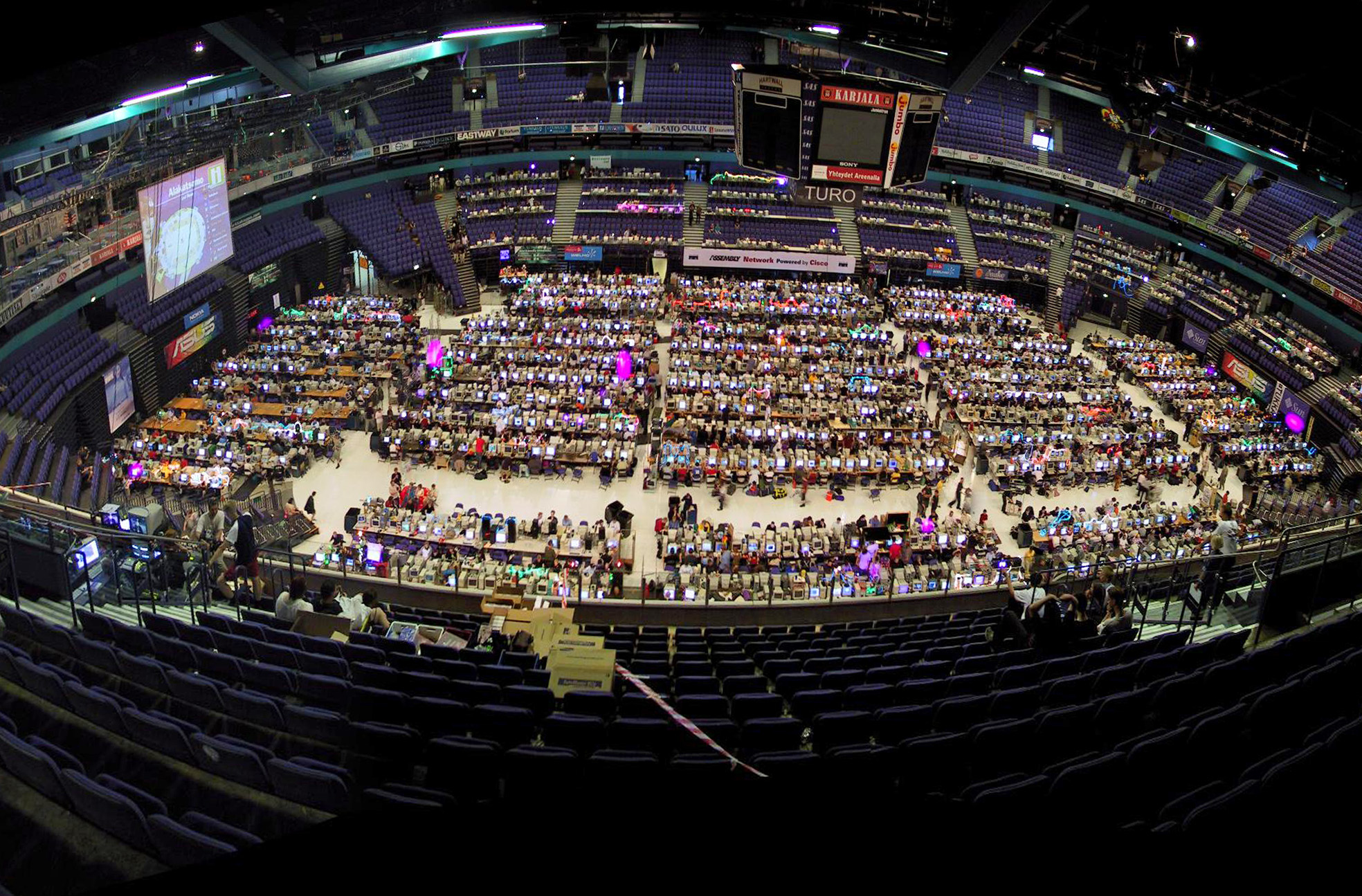
Assembly 2002, finnische Demoveranstaltung, eine der größten und ältesten Partys, existiert seit 1992

Die Demoszene entwickelte sich unter Anhängern der Computerszene in den 1980er-Jahren während der Blütezeit der 8-Bit-Systeme. Ihre Anhänger, die häufig Demoszener oder einfach Szener genannt werden, erzeugen mit Computerprogrammen auf Rechnern sogenannte Demos – Digitale Kunst, meist in Form von musikalisch unterlegten Echtzeit-Animationen.
Mittlerweile ist die Demoszene zu einem etablierten Kreis innerhalb der Computerszene geworden; auf verschiedenen Veranstaltungen stellen sie ihre Werke auf Großleinwänden vor. Langsam aber sicher bahnt sich die Demoszene auch einen Weg in die Museen und auf die progressiven Film- und Videofestivals. Heute wird vorwiegend auf herkömmlichen PCs programmiert, aber auch Dutzende anderer Plattformen – von der Xbox bis zum Game Boy – halten für die Programmierkünste her. Im deutschsprachigen Raum werden für die Produkte dieser Kunstform die Demo und das Demo gleichermaßen verwendet.
Die Demoszene ist im Wesentlichen auf Europa beschränkt; in den USA und in Asien existieren nur relativ kleine Ableger.

## Geschichte

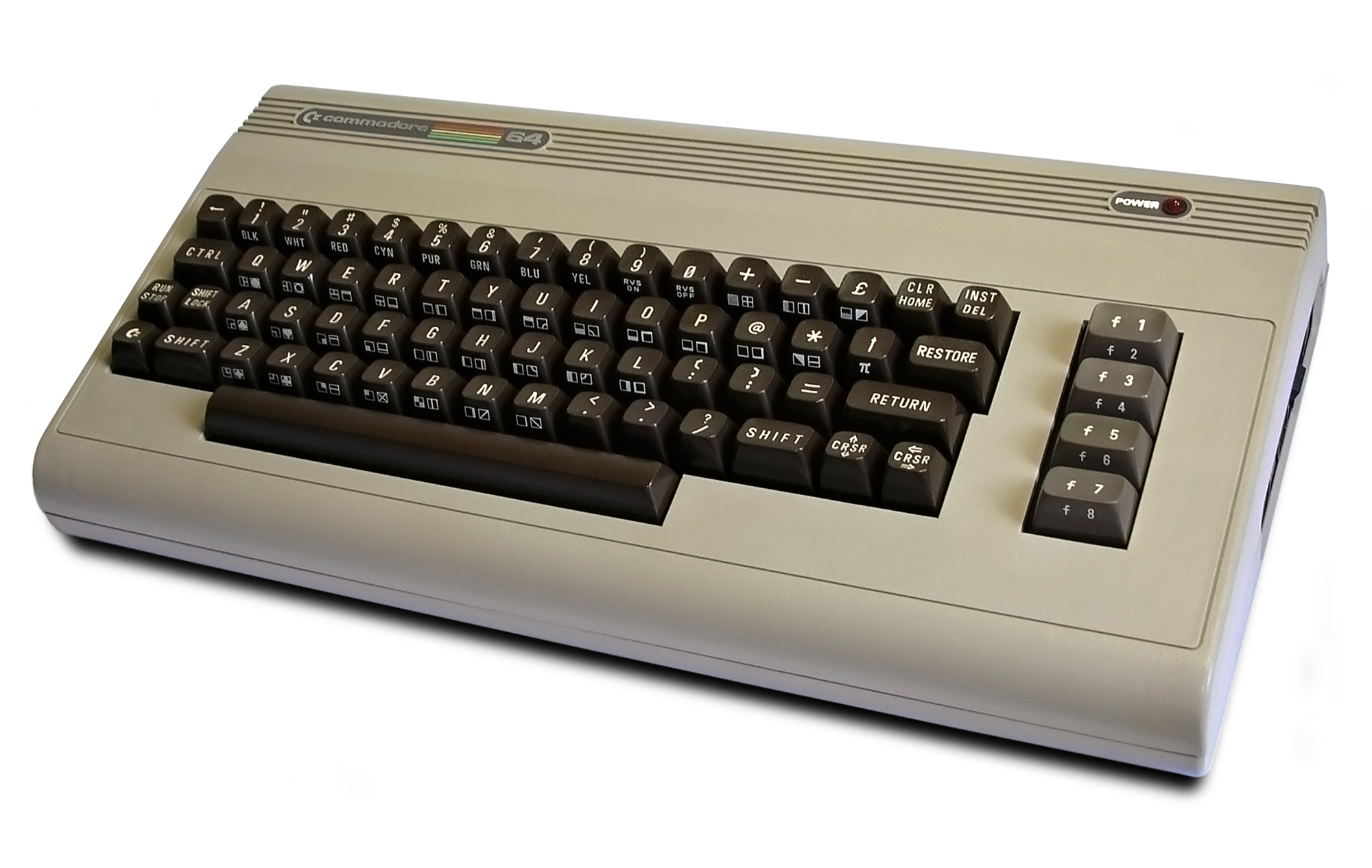
Commodore 64, eine der ersten und populärsten Plattformen für Intros und Demos

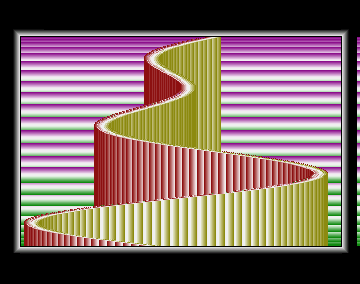
Screenshot eines Copperbar Effekts, sehr populär in Intros/Cracktros auf dem C64 und Amiga (Amiga-Demo „Coppermaster“ mit vertikalen und horizontalen Copperbars)

Abgesehen von Crackintros der Crackerszene selber, wie sie z. B. heute noch die Gruppen SKIDROW und Razor 1911 mehrheitlich für höherwertige PC-Spiele produzieren, legt die heutige Demoszene eher Wert darauf, in keinem Zusammenhang mehr zur Cracker- oder Warez-Szene zu stehen. Noch zu Zeiten des C-64 und Amigas war dies nicht zu trennen, da sich aus den einfachen Intro-Gruß-Laufschriften der Cracker die ersten reinen Demos überhaupt erst entwickelt haben, insbesondere auch mit den Chiptunes die akustische Seite.
Während sich die Crackerszene jedoch vor allem mit der Verbreitung illegaler Kopien beschäftigt, widmet sich die Demoszene heute mehr dem Kunstaspekt der Computer. Nicht jeder heutige Demoszener war zwangsläufig ein ehemaliger Cracker oder auch nur Teil einer solchen Gruppe, aber viele Mitglieder früherer Cracker-Gruppen sind heute in der Demoszene aktiv. Das liegt unter anderem daran, dass zu einem guten Crack ein kunstvoll gestaltetes Intro gehört.
Diese Werke ehemaliger Cracker-Gruppen stellen den wichtigsten künstlerischen Einfluss auf die Demoszene dar und begründen auch die Entstehung der heutigen Demoszene.

### Vorläufer
Frühe Vorläufer, welche Ähnlichkeiten mit den späteren Demoeffekten und deren Motivation des „Spielens“ mit technischen Möglichkeiten aufweisen, sind sogenannte Display hacks, welche bis in die frühen 1950er zurückreichen. Direkte Vorläufer sind die einfachen, ausschließlich aus Text bestehenden Signaturen („Crack-Screens“), mit denen sich Cracker erstmals in den späten 1970er in Apple-II-Software verewigten. Graduell wandelten diese sich zu immer aufwändigeren Werken, bestehend aus Graphik, Musik und Animation.

### Ursprünge in den Heimcomputern der 1980er

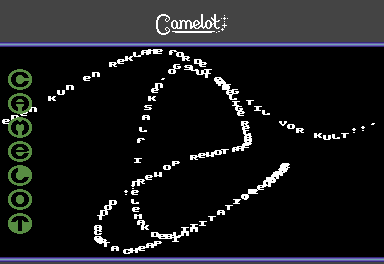
Screenshot aus dem C64-Demo „Camel Park“

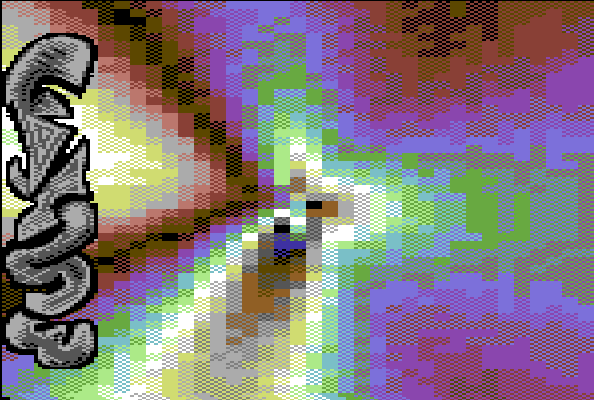
Commodore-64-Demo Follow the Sign III von den Byterapers

Als die eigentliche Geburtsstunde der Demos wird üblicherweise die Hochkonjunkturphase der 8-Bit-Computer, insbesondere des Commodore 64, abgekürzt C64 (Markteinführung 1982), Atari 800 und Schneider/Amstrad CPC gesehen. In dieser Zeit erschienen massenhaft Computerspiele auf den Markt, die meist mit einem Kopierschutz auf Software-Ebene versehen waren, um eine illegale Vervielfältigung zu verhindern. Daraufhin entstanden sogenannte Cracker-Gruppen, die sich darauf spezialisierten, den Kopierschutz durch Manipulation am Programm zu entfernen. Diese Szene wuchs relativ schnell, und einzelne Gruppen begannen eine Art Wettbewerb darum, wer als erster bei den Spielen den Kopierschutz entfernte bzw. sie crackte und die kopierbare Fassung (cracked) anschließend innerhalb der eigenen Szene verbreitete (released).
Traditionell wurden die gecrackten Spiele mit einem Intro versehen, das sich in der Szene auch Cracktro nannte. Anfänglich handelte es sich hierbei um ein kleines Programm, das vor dem eigentlichen Spiel automatisch startete und meist mit Computermusik und den Namen der Cracker-Gruppe mit Hilfe von Computeranimationen dem Nutzer vorführte. Zusätzlich wurden meist Scrolltexte verwendet, um befreundete Szene-Mitglieder und andere Gruppen zu grüßen (Greetings) und auch Werbung für die eigene Gruppe durch die Veröffentlichung von Kontaktdaten in Form von BBS-Telefonnummern betrieb. Durch den Wettstreit zwischen den einzelnen Gruppen spielte neben der Qualität des Spiels auch die des Intros eine Rolle für das Ansehen der Gruppe. Es wurden immer aufwändigere Intros programmiert, die teilweise die Grenzen der zur Verfügung stehenden Hardware erreichten.

### Wandel der Szene: von Cracktros zu eigenständigen Demos
Zu diesem Zeitpunkt spezialisierten sich immer mehr Szener auf das eigentliche Programmieren von Intros – das Cracken und die Spiele an sich wurden für sie zur Nebensache. Zwar ersannen die Software-Firmen immer neue Kopierschutzverfahren, aber das Aushebeln dieser softwarebedingten Beschränkungen war relativ simpel im Vergleich zu der Programmierkunst, die für Intros aufgewendet wurde. Der Ruf (fame) von renommierten Cracker-Gruppen gründete sich oft nur noch auf ihre spektakulären Intros. Es entstanden nun die ersten Demos (DemoDisks) ohne gecracktes Spiel.
So wurden die Schwerpunkte auch innerhalb der Gruppen neu gesetzt. Mit dem Auftritt der 16-Bit-Systeme, vornehmlich dem Commodore Amiga und Atari ST, wuchsen auch die Möglichkeiten der Intro/Demo-Programmierer. Innerhalb der einzelnen Gruppierungen entstanden feste Aufgabenbereiche: Grafiker sorgen für die visuelle Präsentation, indem sie Bilder, Animationen und Schriftzüge (ASCII-Art etc.) erstellen. Musiker komponieren die Musik und akustischen Effekte, die oft mit Hilfe von Trackern erzeugt wurden. Programmierer (Coder) leisten die hauptsächliche Programmierarbeit und fügen die einzelnen Elemente zu einer fertigen Demo zusammen. Diskmags – elektronische Zeitschriften, die auf Diskette weitergereicht wurden – förderten den Informationsaustausch innerhalb der Szene.
Ende der 1980er und Anfang der 1990er Jahre wurden „Schwarzkopien“ ein immer größeres Problem der Software-Industrie. Sie stellte wegen nicht ausreichender Gewinne teilweise die Entwicklung von Spielen für bestimmte Plattformen komplett ein. Einige beschuldigen die Cracker-Szene sogar, für den Untergang des Amigas maßgeblich mitverantwortlich gewesen zu sein, da dort das illegale Kopieren der Spiele ausuferte; Schwarzkopien vieler Spiele waren schon im Umlauf, bevor sie überhaupt auf dem Markt erschienen.
Mit der Dominanz der PC-Plattform und des Internets wurden Cracks problemlos erhältlich und aufgrund der Vielzahl an neuen Programmen und Spielen, Massenware. Anders als in den 1980er-Jahren mussten die Programme nicht mehr per Post versendet oder persönlich getauscht werden – man konnte sie einfach aus dem Internet herunterladen, einschließlich des Cracks. Diese hatten immer seltener eine Intro, meist waren die Informationen zum Crack und die Greetings in einer sog. .nfo-Datei untergebracht. Auch die Behörden beschäftigten sich zunehmend mit dem Kampf gegen Schwarzkopien: Hausdurchsuchungen und Beschlagnahmungen der Hard- und Software und neben einzelnen Szenern wurden auch ganze Gruppen verhaftet. Neben anderen Interessen war das ein weiterer wichtiger Grund für die Abspaltung der Demoszene von den Cracker-Gruppen. Es entstanden verstärkt reine Demos, also die Veröffentlichung von Computerkunst ohne Verbreitung eines (illegal kopierten) Spiels, und eine deutlichere Differenzierung/Emanzipation der Demoszene von der Crackszene.

### 1990er: Emanzipation der Demoszene auf der PC-Plattform

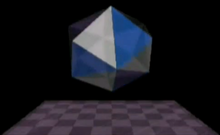
Szene aus dem preisgekrönten Demo Second Reality der Future Crew von 1993

Die eigentliche Demoszene entwickelte sich weiter, vor allem in Nordeuropa und Skandinavien wuchs die Szene stark. Mitte der 1990er Jahre etablierte sie sich mit Veranstaltungen wie der finnischen Assembly, der norwegischen Gathering und der deutschen Mekka & Symposium, auf denen die besten Demos vorgeführt und gekürt wurden, mit jeweils vielen Tausend Besuchern. Es entstanden Online-Publikationen spezialisiert auf die Demoszene und deren Technologie, wie z. B. Hugi oder TraxWeekly ein Tracker-Magazin.
Mitte der 90er wurde die Demoszene zu einer der treibenden Kräfte für die Entwicklung der PC-Plattform in Richtung Multimedia, was auch von den Hardwareherstellen erkannt wurde und zur Unterstützung von Demo-Veranstaltungen (z. B. der Assembly) durch Firmen wie Gravis oder AMD führte. Die Soundkarte von Gravis, die Ultrasound, wurde von der Demoszene entdeckt und dadurch erst breiter bekannt.
Die Bedeutung zeigt sich beispielsweise 1999 in der vom Online-Magazin Slashdot initiierten retrospektiven Wahl des 1993 erschienenen Future Crew Demo Second Reality unter die „Top 10 Hacks of All Time“.
Zu Ende 1990er und Anfang 2000er Jahre wurden viele Start-Ups von oder mit Demoszenern gegründet, die ihre Konzepte und Technologien einbrachten. Ein Beispiel ist das finnische Unternehmen Remedy Entertainment, bekannt für die Spieleserie Max Payne, welche von Future-Crew-Mitgliedern gegründet wurde, und von der die meisten Angestellten ehemalige Demoszener sind.

### 2000er: Selbstbegrenzung und Mobile Geräte
In den 2000er Jahren entdeckte die Demoszene die mobilen Geräte mit begrenzter Rechenleistung als neues Spielfeld für Echtzeit-Demos. Parallel dazu wurden zunehmend selbstbegrenzende Kategorien für Demos auf dem PC eingeführt, da natürliche Hardwaregrenzen (z. B. Diskettengröße) mit wachsender Rechenleistung und Speicherplatz nicht mehr existierten. Eine populäre Kategorie hier sind z. B. die 64k Demos, Demos, welche mit Klang und Grafik eine Dateigröße von 64 kByte nicht überschreiten. Hierzu neuentwickelte Technologien sind die prozedurale Generierung, .kkrieger als beispielhaftes, preisgekröntes Demo hierzu von Farbrausch.
Auch begann sich die Szene professioneller zu organisieren: In Deutschland fördert seit 2003 der eingetragene gemeinnützige Verein „Digitale Kultur“ die Demoszene, insbesondere durch Organisation der Evoke und Beschaffung von Sponsoren und Geldern. Ein eigens dafür entwickeltes CMS namens PartyMeister wird von der Demoszene für die Organisation von einigen Demopartys eingesetzt, beispielsweise die tUM oder die Buenzli.

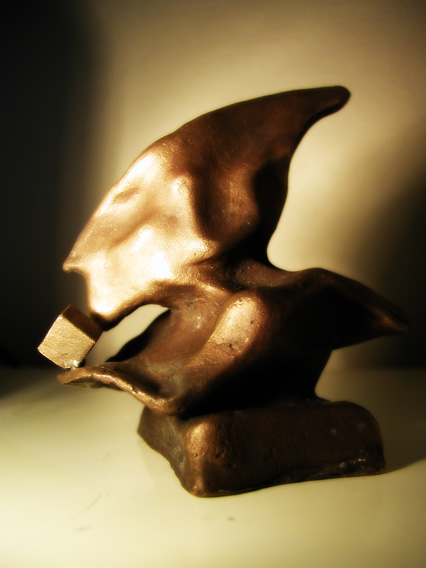
Die Statue des Scene.org Award, jährlich vergeben für die besten Demos. (12 cm groß, Bronze, entworfen von Timo J. Harju aka Visualice)

Seit 2003 verleiht Scene.org, eine weitere, weltweit agierende Organisation der Demoszene, die Scene.org Awards, u. a. gesponsert durch Pixar. Die Scene.org Awards werden jährlich an die Ersteller der besten Intros und Demos des vorhergehenden Jahres vergeben. Die Gewinner werden (mit Ausnahme des Publikumspreises) von einer Jury aus angesehenen Demoszenern aus aller Welt ausgewählt. Die Preisvergabe fand bis 2010 auf der Breakpoint, der weltgrößten, reinen Demoparty, statt, seit 2011 auf der The Gathering, zeitgleich mit der Revision in Saarbrücken.

## Aufnahme ins immaterielle Kulturerbe
Im März 2021 nahm die Kultusministerkonferenz die deutsche Demoszene ins bundesweite Verzeichnis des immateriellen Kulturerbes auf.
Seit 2023 führt das schweizerische Bundesamt für Kultur die „Demoszene und digitale Kreativität“ in der Liste der lebendigen Traditionen in der Schweiz. Das Bundesamt hielt dazu fest: „Demoszenerinnen und Demoszener aus der Schweiz spielten eine wichtige Rolle bei der Entstehung der internationalen Szene (...). Bis heute ist die Gemeinschaft in der Schweiz sehr aktiv und trägt zur Entwicklung neuer Formen von Demos und zur Weitergabe [des] Wissens der Community bei.“

## Technik

### Hardware
Grundlagen
Die Anforderungen an eine gute Demo hängen maßgeblich von der zur Verfügung stehenden Hardware ab. Hier besteht ein wesentlicher Unterschied zwischen dem heute üblichen PC-System und älteren Plattformen wie dem Commodore 64, aber auch Konsolen wie der Sony PlayStation oder dem Nintendo Game Boy.
Die Leistung eines Systems ist vor allem von Hauptprozessor, Arbeitsspeicher sowie Grafik- und Soundprozessoren abhängig. Bei nicht-PC-Systemen sind diese Komponenten meist festgelegt und nicht austauschbar. Eine beispielsweise für den Commodore 64 programmierte Demo lief auf allen Rechnern gleich schnell. Bei einer Demo für den PC sieht das anders aus, viele aktuelle PC-Demos laufen nur auf High-End-Systemen.
Insbesondere beim Arbeitsspeicher gibt es enorme Unterschiede zwischen älteren Systemen und heutigen PCs. Während ein Commodore 64 mit 65.535 Byte Arbeitsspeicher auskommen musste (zum Vergleich: dieser Wikipedia-Artikel inklusive aller Bilder würde schon nicht mehr in seinen Speicher passen), sind heutzutage Arbeitsspeicher von mehreren Gigabyte keine Seltenheit. Deshalb wurden für Demos für die PC-Architektur, aber auch andere Hardware-Plattformen (Amiga, C-64, Mobile Geräte…), Kategorien mit definierter maximaler Speichernutzung eingeführt, um die verschiedenen Demos vergleichbarer zu machen (→ Abschnitt Wettbewerbe in Partys).
Kritik am PC
Viele Szener aus der Frühzeit der Demoszene missbilligen heutige PC-Demos, insbesondere solche aus der „Unlimited“-Kategorie, also ohne eine Beschränkung des Hauptspeichers oder der Programmgröße. Ihr Vorwurf ist, dass man durch die fortschrittlichen technischen Rahmenbedingungen komplexe Grafik wie Texturen oder gerenderte 3D-Modelle komplett in den Arbeitsspeicher einlesen kann, während man früher aufgrund des sehr kleinen Speichers gezwungen war, solche Details während des Ablaufs (Laufzeit) der Demo in Echtzeit berechnen zu lassen.
Für diese Kritiker besteht eine der wichtigsten Herausforderungen der Demo-Programmierung darin, durch Programmiertricks und ausgefeiltere Algorithmen immer mehr das Limit der Hardwarebeschränkungen auszureizen. Bei PC-Demos besteht aufgrund des Wegfalls dieser Beschränkungen darin keine Herausforderung mehr. Hierin liegt auch eine der Hauptursachen für die in den vergangenen Jahren stark zugenommene Aufmerksamkeit gegenüber Intros mit maximal 64 KB, 32 KB, 4 KB oder gar 256 Byte.
Zielsetzungen der PC-Demoszene

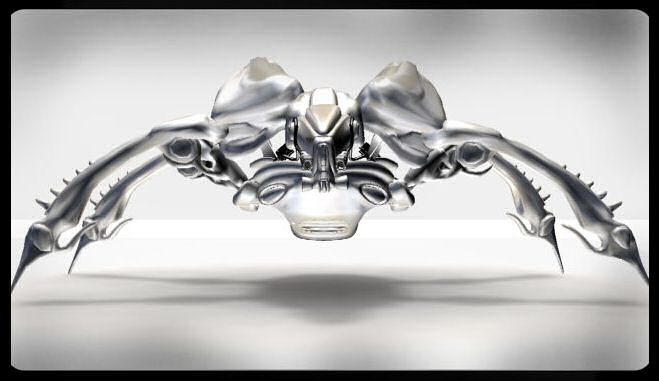
Bildschirmfoto einer PC-Demo: Interceptor von Black Maiden, 2004

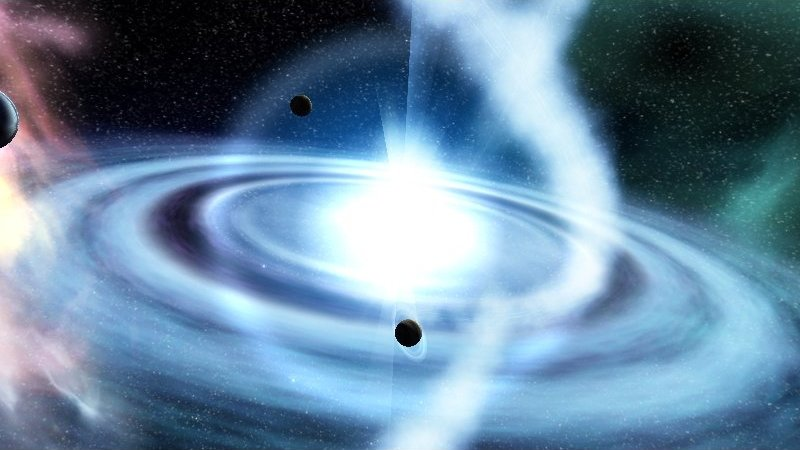
Bildschirmfoto aus dem 64 kB Intro Beyond von Conspiracy (2004)

Die PC-Demoszene sieht sich allerdings ganz anderen Herausforderungen gegenübergestellt, etwa der Optimierung neuer Techniken, beispielsweise des Pixel-Shadings. Durch die rasante Entwicklung der Technik hat sich insbesondere bei den jüngeren Mitgliedern der Demoszene eine Verlagerung vom Ausreizen der Technik („Pushing the Limits“) hin zur künstlerischen Gestaltung („Artcreation“) vollzogen. Während die Hardwarebegrenzungen der Vergangenheit dazu führten, dass die theoretisch formulierten Grenzen einer Hardware immer weiter hinausgeschoben werden (z. B. in Form von 3D-Umgebungen in Echtzeitberechnung auf dem C64), legte man auf dem PC den Schwerpunkt vielmehr auf die ästhetische Mediengestaltung und nutzt dabei die jeweils neu verfügbaren PC-Erweiterungen.
Für die Anhänger älterer Plattformen bringt aber auch die Weiterentwicklung der Technik neue Herausforderungen. Längst haben sie mobile Endgeräte wie PDAs, MDAs und Mobiltelefone für ihre Zwecke entdeckt und führen auch darauf ihre Demos vor.

### Software
Programmier-Grundlagen
Entsprechend der großen Hardwareunterschiede sind die Anforderungen an die Programmiertechnik für eine gute Demo grundsätzlich verschieden. Das Hauptproblem für Programmierer auf 8-Bit-Systemen war, mit dem begrenzten Arbeitsspeicher auszukommen. Bei einem Commodore 64 etwa standen 64 Kilobyte Hauptspeicher zur Verfügung. Um ein Programm möglichst klein zu halten, griff man auf solchen Rechnern auf Assembler als Programmiersprache zurück. Das hatte den zusätzlichen Vorteil, dass Routinen wie Grafikberechnung wesentlich schneller abliefen als beispielsweise mit dem im C64 eingebauten BASIC-Interpreter.
Um eine effektreiche und imposante Demo zu erstellen, besteht die Herausforderung vor allem darin, schnelle Algorithmen zu finden und sie platzsparend zu programmieren. Zudem entdecken findige Hacker immer wieder Tricks, um etwa vom System reservierten Speicher zu benutzen. Eine der ersten bahnbrechenden Methoden war der Rasterzeileninterrupt, der viele Effekte erst ermöglichte.

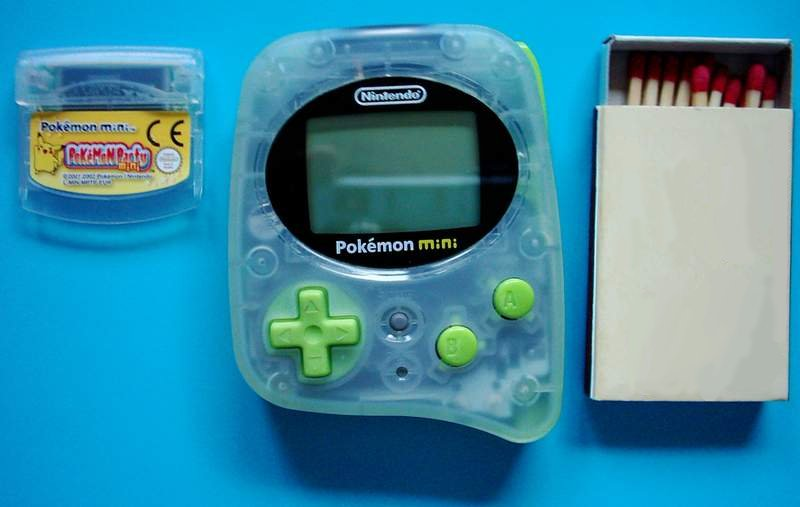
Pokémon Mini – Herausforderung für Demo-Coder

Ein Beispiel für eine Grenzleistung dieses „Pushing-the-Limits-Paradigma“ ist die Demo ShiZZle vom Team Pokémé. Diese für die kleine Handheld-Konsole Pokémon Mini programmierte Demo gewann die „Wild-Competition“ auf der Breakpoint 2005. Das Gerät hat nur zwei Kilobyte RAM, 768 Byte Videospeicher, ein 96 × 64 px großes Monochrom-Display und eine 8-Bit-CPU. Die Demo wurde von den Besuchern trotzdem als eine der besten Demos überhaupt gefeiert.
Im PC-Sektor besteht die Programmierkunst mehr in der Anwendung schon vorhandener Grafikbibliotheken wie der DirectX- oder OpenGL-Schnittstelle. Spezielle Routinen für Beleuchtungs-, Licht- und Schatteneffekte sowie spezielle Techniken wie Pixel-Shader ermöglichen es den Programmierern, immer eindrucksvollere Demos herzustellen.
Aufbau klassischer Demos
Ursprüngliche Intros hatten zunächst einen relativ festen Aufbau: Musikalisch und mit Effekten hinterlegt wurden verschiedene visuelle Effekte gezeigt, etwa rotierende Sternenhimmel, allgemeine Spielereien mit Formen und Farben oder virtuelle Flüge durch imaginäre Landschaften. Im Vordergrund standen meist Textbotschaften, die oft durch Scrolltexte realisiert wurden. In diesen Texten wurden vor allem die Beteiligten der Intros aufgelistet („Credits“) und befreundete Szener und Gruppen gegrüßt („Greetings“).
Zusammenstellung zu Megademos
Für die ersten unabhängigen Werke, die anfänglich noch als Intros ohne illegales Spiel dahinter gestaltet wurden, setzte sich schnell der Begriff Screen durch, auch zur Abgrenzung der Cracktros der illegalen Crackerszene. Da ohne Spiel eine weitaus größere Menge an Speicherplatz auf dem Datenträger zur Verfügung stand, wurden recht bald mehrere Screens zu einer Megademo verbunden.
Die Auswahl der Bestandteile einer Megademo fand dabei für gewöhnlich über ein einfaches (seltener auch aufwändigeres) interaktives Auswahlmenü statt. Da das Hin- und Herschalten zwischen Menüs jedoch oft als mühsam und als unnötige Unterbrechung empfunden wurde, galten solche Menüs schnell als verpönt. Es setzte sich mit der Zeit eine Aufhebung der Trennung durch, und die Screens wurden zu einer festen Reihenfolge verbunden. Nach und nach bildete sich ein stimmiger Gesamtzusammenhang heraus, mit einem gemeinsamen Thema und einem schlüssigen Ablauf. Die ersten Demos in der heute üblichen Form entstanden.

## Organisation

### Gruppen

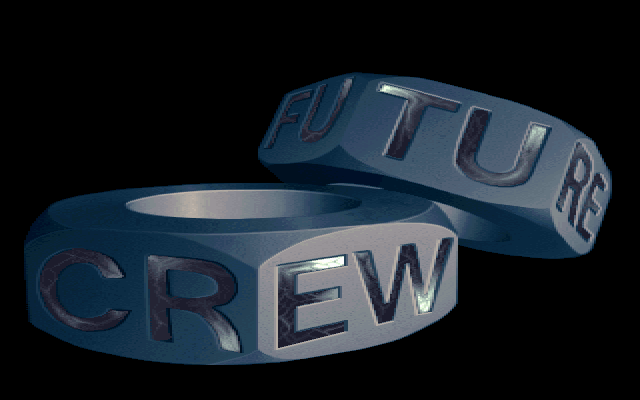
Future Crew, Beispiel für ein Demoszenen-Team (Logo aus dem Demo Second Reality)

Die meisten Demo-Künstler organisieren sich in Gruppen Gleichgesinnter und arbeiten auf dieser Basis in Projektteams zusammen.
Wichtige Gruppen auf dem PC in den 1990er Jahren waren Future Crew (Second Reality) oder Triton (FastTracker), welche auch organisatorische Aufgaben für die gesamte Szene leisteten, wie die Organisation von Partys. Zu den bekanntesten in den 2000ern aktiven Gruppen aus Deutschland zählen beispielsweise Farbrausch oder Haujobb. Innerhalb dieser Gruppierungen leisten die einzelnen Mitglieder ihren Teil in unterschiedlichen Aufgabenbereichen. Die Gruppenzugehörigkeit der an einem Projekt Beteiligten wird heute weniger wichtig genommen als früher; harte Konkurrenz, die einstmals bis in meist freundliche Auseinandersetzungen („Wars“) ausarten konnte, ist heute weitgehend einem Geist vielfacher Kooperation gewichen. Gruppennamen nehmen die Rollen von Produktmarken ein, die für bestimmte Stilrichtungen bzw. ein gewisses Qualitätsniveau stehen.

### Partys

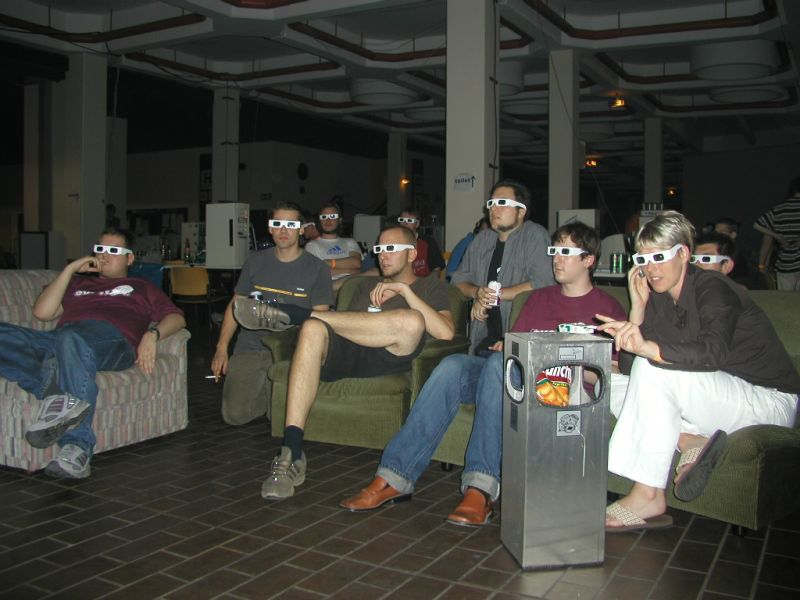
Einige Besucher der Demoparty Evoke 2002 betrachten Demos in 3D.

Ein wichtiger Bestandteil der Demoszene sind Demopartys – Veranstaltungen, auf denen die Szene für mehrere Tage zusammenkommt, die besten Demos der Gruppen auf Großleinwänden zeigt und prämiert. Im Unterschied zu einer LAN-Party steht bei einer Demoparty die Programmiertechnik und Computerkunst im Vordergrund. Auch wenn sich die Grenzen solcher Veranstaltungen teilweise mischen, wie bei der finnischen Assembly oder der norwegischen The Gathering, den größten derartigen Partys weltweit, wollen sich die Demoszener von den Gamern auf LAN-Partys grundsätzlich abheben. Gamer gelten auf vielen Veranstaltungen, beispielsweise den größten deutschen Veranstaltungen Revision und Evoke, als verpönt. Wenngleich hier gelegentliches Spielen toleriert wird, legt man Wert darauf, dass die Erstellung und Vorführung der Demos im Vordergrund steht.
Neben den bereits genannten Demopartys besitzen auch die MountainBytes in der Schweiz und the Ultimate Meeting in Deutschland eine größere Bedeutung.
Einladung

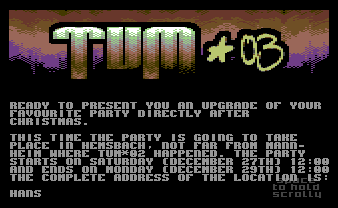
Invitation zur the Ultimate Meeting (tUM) Party 2003

Es bürgerte sich ein, dass eine der einladenden und organisierenden Demogruppen eine digitale Einladung in Form einer kleinen Demo, genannt Invitation, mit den relevanten Informationen über Ablauf, Zeitplanung und Wettbewerben einer Party veröffentlichte.
Wettbewerbe

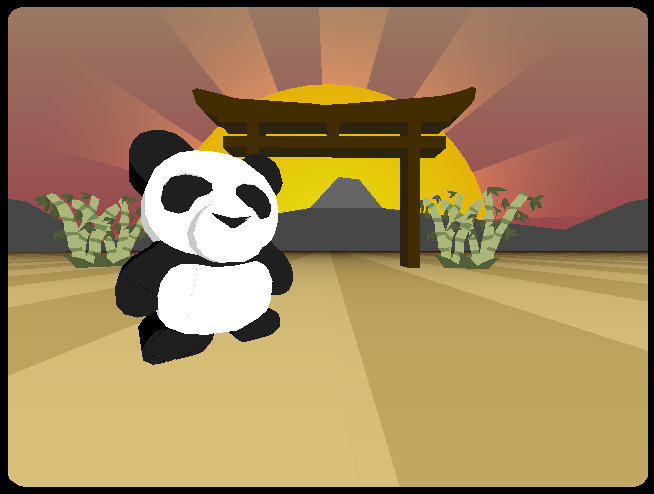
Bildschirmfoto eines PC-64k-Intros: Pocket Safari von Black Maiden, 2004.

Mittelpunkt jeder Demoparty sind die Wettbewerbe und Vorführungen der Demos, sogenannte Competitions oder kurz Compos. Hier messen sich sowohl Gruppen als auch Einzelkünstler in verschiedenen Kategorien. Abgestimmt wird von den anwesenden Besuchern. Es ist durchaus üblich, Beiträge zu den Compos noch auf der Party fertigzustellen. Das Party Coding bis zum Stichtag wird trotz enormen Stresses als besondere Erfahrung angesehen, die für viele Szener fest zur Demoerstellung gehört.
Damit ein Vergleich der eingereichten Demos möglich ist, werden die Wettbewerbe in verschiedene Kategorien unterteilt. Für besonders beliebte Plattformen wie dem Amiga oder Commodore 64 gibt es oft einen eigenen Wettbewerb. Für PC-Systeme unterteilt man traditionell in eine Speicherbegrenzung von 64, 16 oder 4 Kilobyte. Für alle anderen Plattformen – je exotischer, desto besser – gibt es die „Wild“-Kategorie. Ferner gibt es Unterkategorien wie reine Animation, Rendering, bestes Musikstück oder sogar beste ASCII-Art.
Auch Browser-Demos, Flash-Demos oder Java-Demos können in eigenen Wettbewerben antreten.